# موسین
موسین (انگلیسی: Mucin) یا لیزینه دسته‌ای از پروتئینهای با جرم مولکولی زیادند که در آنها گروه شیمیایی گلیکوزیل فراوانی یافت می‌شود یا به گفته‌ای دیگر، «گلیکوزیل‌شده» (به انگلیسی:Glycosylated) می‌باشند. موسین  گلیکوپروتئینی است که آب فراوانی جذب و موکوس (مخاط) ایجاد میکند. این پروتئین‌ها در جانوران، فراورده‌هایی از بافت پوششی اند. مهمترین شناسهٔ موسین‌ها، توانایی ژله‌ای‌شدن آنهاست؛ از این رو، آنها عنصری کلیدی در بیشتر تراوش‌های لوله گوارش اند.
حداقل 20 ژن موسین انسانی توسط شبیه سازی cDNA - MUC1، MUC2، MUC3A، MUC3B، MUC4، MUC5AC، MUC5B، MUC6، MUC7، MUC8، MUC12، MUC13، MUC7، MUC8، MUC12، MUC13، MUC15، MUC16، MU1917، MUC17، MUC17، 7 ] یک ژن موسین انسانی که اخیراً شناسایی شده است، MUC21 است، که قبلاً به عنوان کروموزوم 6 قاب باز 205 شناخته شده بود. مخاط اصلی مجاری هوایی ترشح شده MUC5AC و MUC5B است، در حالی که MUC2 بیشتر در روده بلکه در مجاری هوایی نیز ترشح می شود.
ساختار پروتئین ویرایش 
مخاط‌های بالغ از دو ناحیه مشخص تشکیل شده اند. نواحی انتهایی آمینه و کربوکسی بسیار سبک گلیکوزیله هستند، اما غنی از سیستئین هستند. باقیمانده‌های سیستئین در برقراری ارتباط دی سولفید در داخل و در بین مونومرهای موسین شرکت می‌کنند. یک منطقه مرکزی بزرگ از تکرارهای متعدد پشت سرهم از ١٠ تا ٨٠ توالی باقیمانده تشکیل شده است که در آنها تا نیمی از اسیدهای آمینه سرین یا ترئونین هستند. این منطقه با صدها الیگوساکارید مرتبط با O اشباع می شود. الیگوساکاریدهای N مرتبط هستند.